# Левен (заказник)
Ле́вен — ботанічний заказник місцевого значення в Україні. Розташований у межах Прилуцького району Чернігівської області, при західній частині смт Ладан. 
Площа 144 га. Статус присвоєно згідно з рішенням Чернігівського облвиконкому від 04.12.1978 року № 529. Перебуває у віданні ДП «Прилуцьке лісове господарство» (Ладанське лісництво, кв. 131, 132). 
Статус присвоєно для збереження лісового масиву віком 30-40 років, у деревостані якого переважають дуб звичайний, вільха чорна, осика, в підліску — ліщина звичайна. В трав'яному покриві: осока волосиста, яглиця звичайна, розхідник звичайний, копитняк європейський, зірочник ланцетолистий, осока пальчаста, конвалія звичайна. Масив розташований на мальовничих схилах балки, днище якої вкрите степовою рослинністю.